# Référendums en Bolivie
Les référendums d'initiative populaire, parlementaire ou présidentielle sont possibles en Bolivie, dont la constitution organise le cadre légal de cette forme de démocratie directe.

## Référendums d'origine populaire
Les articles 162, 259 et 411 de la constitution de 2009, complétée des articles 16 et 17 du code électoral de 2008, permettent à la population bolivienne de mettre en œuvre des référendums d'origine populaire de nature législative, ratificatoire ou constitutionnelle, aux résultats légalement contraignants. Aucun quorum de vote positif ou de participation n'est exigé pour chacun d'eux, la majorité absolue suffit,,

### Référendum législatif
Un référendum législatif peut être mis en place à la condition de réunir les signatures d'au moins 20 % des électeurs inscrits sur les listes électorales — en 2016, un total de 6 502 069 électeurs étaient inscrits sur les listes, ce qui équivaut à un seuil d'environ 650 000 signatures —, dont un minimum de 15 % des inscrits dans chacun des 9 Départements de la Bolivie. En pratique, le nombre de signatures à collecter est cependant plus élevé pour pallier le nombre variable de signatures invalides ou en double. La cour constitutionnelle vérifie la validité des signatures.
Les référendums législatifs ne sont cependant pas autorisés sur des sujets relatifs à l’unité et l'intégrité du territoire de la Bolivie, aux droits de l'Homme, aux impôts, à la sécurité intérieure et extérieure du pays, à l'élaboration des lois, à l'organisation des institutions chargées de la protection de la société et de la défense nationale, à la nature de l'État ainsi qu'à celle de ses relations avec les entités décentralisées.

### Référendum conventionnel
La population bolivienne peut déclencher un référendum portant sur la ratification d'un traité international, à la condition de réunir les signatures d'au moins 5 % des électeurs inscrits sur les listes électorales, soit en 2016, environ 325 000 signatures. Si elle est en cours, la ratification du traité international concerné est suspendue jusqu'aux résultats du référendum. Un référendum de ce type peut également être déclenché par un minimum de 35 % des membres du parlement.

### Référendum constitutionnel
Une révision constitutionnelle peut être initiée soit par les deux tiers du total des membres de l'assemblée législatives, soit par le président, soit par la population via les signatures d'au moins 20 % des signatures du total des inscrits. Ils ne peuvent cependant chacun y recourir qu'une seule fois au cours de la durée d'un mandat dit constitutionnel, le président et l'assemblée de Bolivie étant élus en même temps pour une même durée de cinq ans.